# Адамовиці (Мазовецьке воєводство)
Адамовиці (пол. Adamowice) — село в Польщі, у гміні Мщонув Жирардовського повіту Мазовецького воєводства.
Населення — 106 осіб (2011).
У 1975-1998 роках село належало до Скерневицького воєводства.

## Демографія
Демографічна структура станом на 31 березня 2011 року:
|          | Загалом | Допрацездатний вік | Працездатний вік | Постпрацездатний вік |
| -------- | ------- | ------------------ | ---------------- | -------------------- |
| Чоловіки | 51      | 8                  | 37               | 6                    |
| Жінки    | 55      | 6                  | 37               | 12                   |
| Разом    | 106     | 14                 | 74               | 18                   |